# Brice Owona
Brice Owona (* 4. März 1989 in Yaoundé) ist ein kamerunischer ehemaliger Fußballspieler.

## Karriere
Owona begann seine Fußballkarriere als 12-Jähriger im Januar 2002 bei AS Fortuna Yaoundé. Nach drei Jahren wurde er schließlich von einem Scout entdeckt und spielte fortan bei Cotonsport Garoua. Mit diesem Verein wurde Owona 2006 kamerunischer Fußballmeister und schaffte es in 2008 bis in das Finale der CAF Champions League vorzudringen.
Der FC St. Gallen war für ihn das erste Engagement in Europa. Er unterschrieb am 12. Februar 2010 einen Vertrag bis zum 30. Juni 2012. Sein Debüt für den Ostschweizer Traditionsverein gab Owona am 12. Februar in einem Testspiel gegen den FC Dornbirn 1913. Das erste Meisterschaftsspiel für den FCSG in der Axpo Super League bestritt er nach einer Einwechslung gegen Neuchâtel Xamax auf der Maladière.
In der Saison 2009/10 stand Owona insgesamt während 385 Spielminuten auf dem Feld und konnte sich kein einziges Mal als Torschütze im Dress der „Espen“ feiern lassen. Das lag wohl daran, dass er oft nur in ganz kurzen Einsätzen, quasi als „Joker“ zum Zuge kam und so sich nur selten Torchancen erarbeiten konnte. In der Saison 2012/13 spielte er dann in der 1. Liga Classic zwei Spiele für den GC Biaschesi. Ab 2013 spielte er bei Union Douala in Kamerun. 2015 ging er zu Ittihad Tanger; seither spielt er in seiner Heimat.
Brice Owona nahm mit der kamerunischen U-20-Auswahl an der Junioren-Fußballweltmeisterschaft 2009 in Ägypten teil und stand beim Vorrundenaus in allen drei Partien in der Startelf. Im Technischen Bericht des Turniers wird er als einer der herausragenden Spieler seines Teams geführt und als „schneller Angreifer hinter der Spitze mit guter Übersicht und Ballkontrolle“ beschrieben. Zuvor stand er bereits bei der Junioren-Fußballafrikameisterschaft im Aufgebot und trug mit zwei Treffern zum Erreichen des Finals bei, in dem man dem ghanaischen Nachwuchs mit 0:2 unterlag.